# ルール蜂起

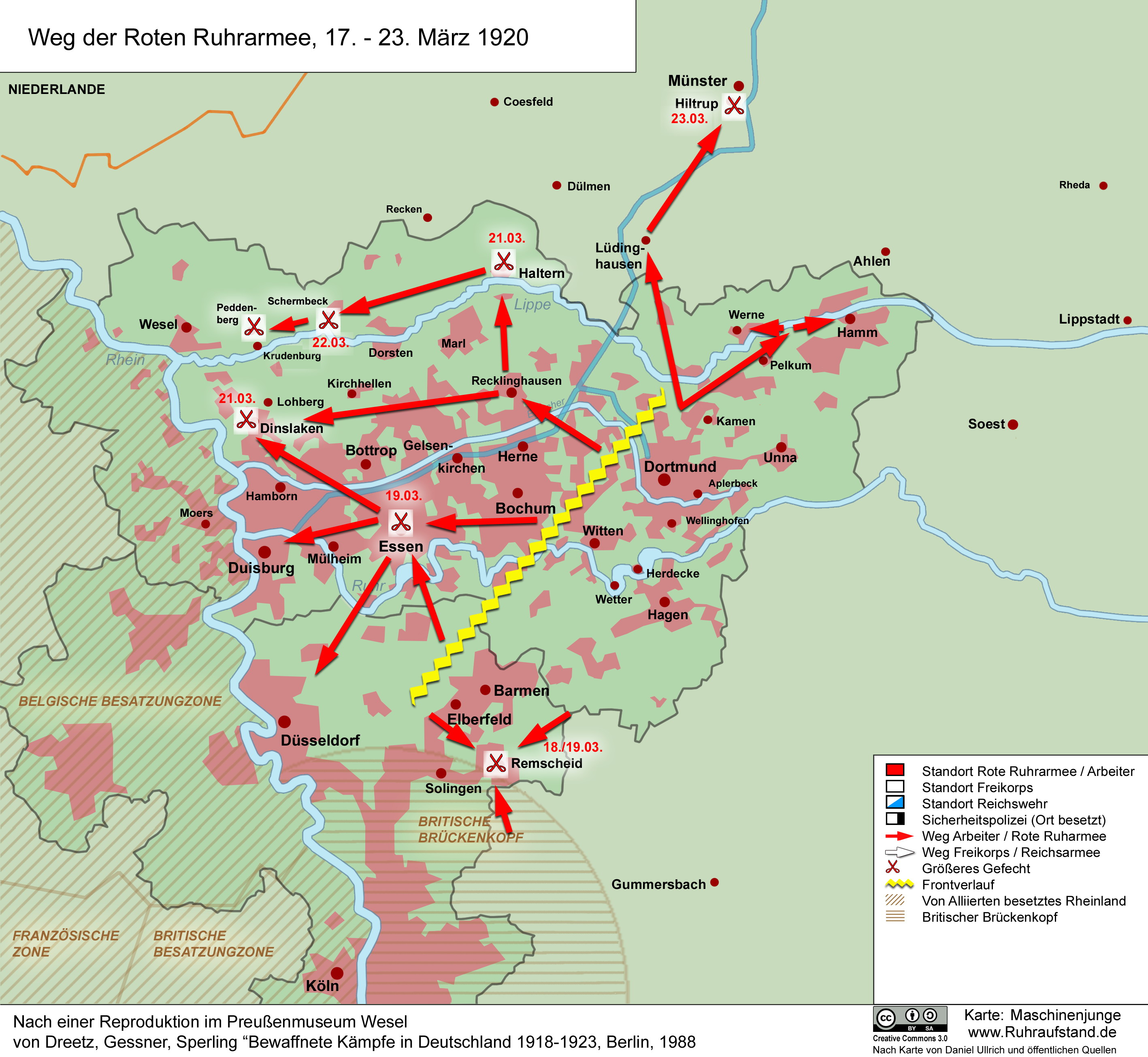
1920年3月17日から23日までのルール赤軍の攻勢を示す地図

ルール蜂起（Ruhraufstand）、または3月蜂起（Märzaufstand）、ルール戦争（Ruhrkampf）は、1920年3月にルール地方を中心に発生した左派労働者らによる反乱である。発端は同年3月13日に発生した右派クーデター（カップ一揆）に対抗する形で左派が実施したゼネラル・ストライキであり、これに参加した労働者らは各地方の様々な政治グループに支援されていた。やがて労働者らは「プロレタリア独裁による政治権力の実現」（Erringung der politischen Macht durch die Diktatur des Proletariats）という目的を掲げるようになる。これに対してヴァイマル共和国政府は、カップ一揆鎮圧の為に派遣されていた共和国軍および複数の義勇軍組織をそのまま左派反乱の鎮圧に充てた。

## 経緯

### カップ一揆
1920年3月13日、右派義勇軍部隊がベルリンに突入した。共和国軍は市街の防衛を放棄して撤退し、反乱軍の指導者ヴォルフガング・カップは自らの首相就任を宣言した。しかし3月17日より展開されたゼネストをきっかけにカップ政府は瞬く間に指導力を喪失、崩壊した。なお、公的なゼネスト実施宣言は22日に行われている。

### 一揆への対抗と蜂起
ルール地方は最初に3月17日のゼネスト宣言に反応した地域の一つで、例えばボーフムでは20,000人規模のデモが行われた。また反乱最中の3月14日にはエルバーフェルトにてドイツ共産党(KPD)、ドイツ独立社民党(USPD)、ドイツ社民党(SPD)の幹部らによる会議が開かれている。こうした状況の中で各左派政治組織と左派労働者らはカップ率いる反乱軍に対抗する為の協力を決断したのである。共産党、独立社民党、社民党は共同声明の中で「プロレタリア独裁による政治権力の実現」(Erringung der politischen Macht durch die Diktatur des Proletariats)という目標を宣言した。
この宣言を受け、一部の地域では徒党を組んだ労働者らがゼネストの一環と称して共和国政府からの政治権力の剥奪を試み、ルール地方各地の大都市圏では「行政評議会」(Vollzugsräte)を自称する労働者組織が地方行政を支配し始めた。多くの場合、評議会では独立社民党が実権を握っていたが、共産党が優勢だった地域もある。しかしまもなくアナルコサンディカリスム的組織であるドイツ自由労働者組合(FAUD)が結成され、これに所属する労働者兵士(Arbeitersoldaten)らが都市の支配を強めていった。
労働者兵士らによって組織されたルール赤軍の戦力は50,000人程度であったとされる。大量の小銃等で武装したルール赤軍の労働者兵士らは各地に残存していた共和国政府側戦力を短期間の内に駆逐していった。赤軍に参加した者の多くは第一次世界大戦の復員兵で、労働者評議会の幹部にも復員兵がいた。彼らは少集団単位で活動し、自転車で移動する事が多かった。
1920年3月15日、ヴェッターの守備にあたっていたオットー・ハーゼンクレーファー大尉(Otto Hasenclever)率いるリヒトシュラーク義勇軍を武装労働者が襲撃した。ハーゼンクレーファーは国旗団の元団員で、カップ一揆の指導者だったフォン・リュトヴィッツ将軍との関係も深い第6軍管区長オスカル・フォン・ヴァッター将軍の指揮下で働いていた。この戦闘でハーゼンクレーファー大尉を含む軍人11名、襲撃側の労働者6名が死亡した。
1920年3月17日、リヒトシュラーク義勇軍主力部隊が壊滅。労働者側は義勇軍が保有していた銃器等の装備を大量に鹵獲し、また義勇軍の兵士600名を捕虜とした上、ドルトムントを支配下に置いた。
3月20日、エッセンにてルール地方における支配組織たる労働者評議会中央評議会が設置され、ハーゲンには中枢(Zentrale)が設置された。
3月24日、ヴェーゼル城塞に対する労働者側の襲撃が行われる。
3月30日、共和国政府は労働者評議会中央委員会に対して蜂起の中止を求める最後通牒を送り4月2日までの猶予期間を設けるが、評議会ではこれを拒否した。
これと共に共和国政府は労働者評議会の権利を一定の範囲で認めるビーレフェルト協定(Bielefelder Abkommen)を締結して紛争の解決を試みたが、フォン・ヴァッター将軍らが公然とこれを無視して交戦を続けた為に失敗に終わっている。
これを受けて労働者側が新規ゼネストを宣言、労働力の75%に当たる40万人以上の鉱山労働者がこれに共同した。勢力を増したルール赤軍はデュッセルドルフとエルバーフェルトを占領。3月末までにルール地方全域を支配下に置いた。
ルール赤軍の組織構造は政治的要求および地域ごとに大きく異なる労働者評議会のあり方を反映して頻繁に変化した。その結果、やがて東西の組織間で格差や反目が発生しはじめる。東部では初期から参加していた独立社民党派が実権を握っており、彼らはルール確保後の革命拡大を予定してはいなかった。一方、西部では蜂起の拡大に伴って後から参加した者やアナルコサンディカリスム派が実権を握っており、彼らはさらに革命を拡大していくことを望んでいた。

### 鎮圧をめぐるドイツと連合国の協議
カップ政府および復帰したヴァイマル共和国政府は、この混乱したルール地方の争乱を鎮圧するため、軍を派遣することを考えていた。しかしヴェルサイユ条約によってライン川50km以西は共和国軍の立ち入りが禁止される非武装地帯とされることが決定しており、治安維持のための軍として歩兵20個大隊、騎兵10個中隊、砲兵2個中隊の1万7千人が4月10日までの期限で駐兵を認められているに過ぎなかった。両政府はイギリスおよびフランスに対して増派の許可を求めていたが、フランスは「ヴェルサイユ条約の事実上の破棄」にあたるとしてこれに強く反対していた。フランス代表のアレクサンドル・ミルランはこの派兵要請を含めてドイツが条約違反を数々犯してきたと主張し、ライン川東岸地域を連合国軍によって占領するよう提案した。しかしイギリスはドイツの国内情勢安定が優先されるべきであるとして、共和国軍による鎮圧を支持し、イタリアと日本もこれに賛同した。フランスは共和国軍の派兵中に、ドイツの数都市を保障占領する案を出したが、これもイギリス側の反対にあった。ドイツは再度派兵許可を求めたが、連合国の方針が一致しない状況下では受け入れられなかった。こうしてドイツは連合国の許可を得ないまま派兵に踏み切ることになった。

### 鎮圧開始

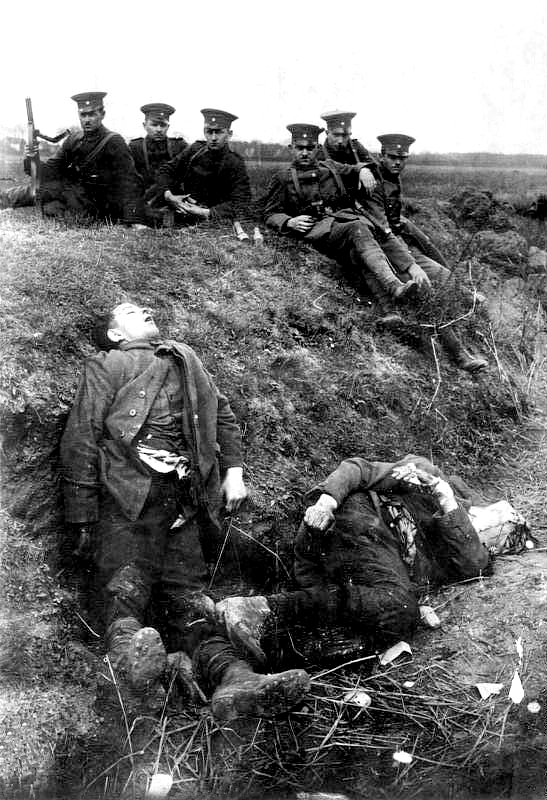
休憩する共和国軍の兵士と射殺された赤軍の兵士（1920年4月2日）

3月下旬、共和国軍および義勇軍の部隊が革命鎮圧の為にルール地方へ向かった。皮肉にもこの鎮圧部隊にはカップ一揆に対する支持を表明した軍人や、同様に支持を表明していた義勇軍組織であるフォン・レーヴェンフェルト海軍旅団(Marine-Brigade von Loewenfeld)やフォン・アウロック義勇軍(Freikorps Aulock)なども参加していた。派兵総数はドイツの発表によると歩兵26個大隊、騎兵13個中隊強、砲兵19個中隊強の規模であり、少なく見積もっても3万人を超えていた。フォン・ヴァッター将軍指揮下の鎮圧部隊はミュンスターに司令部を設置し、ルール地方北部から侵攻を開始した。
3月23日にはフォン・エップ将軍率いる共和国軍第21旅団(Reichswehrbrigade 21)がハムに到達している。3月31日、ハム＝ヘリンゲンおよびハム＝ボックム＝ヘーフェルにて共和国軍と赤軍の銃撃戦が発生する。4月1日正午、ハム＝ペルクムにて共和国軍と赤軍が衝突、双方に大量の死傷者を出す激戦となった。4月2日、共和国軍は赤軍を駆逐しつつ西方からベルクカメンに向かった。4月最初の週だけで150人から300人の労働者が死亡している。4月6日、共和国軍が赤軍の中枢であったドルトムントに到達。これにより赤軍は事実上壊滅した。
一方でこの共和国軍の行動に対し、フランスはヴェルサイユ条約43条違反であると宣言した。フランスはイギリスの反対を押し切って4月6日から軍を派遣し、フランクフルト・アム・マイン、ダルムシュタット、ハーナウ、ホンブルク、ディーブルクの五都市を占領した。ベルギーはフランスの行動を支持してともに軍を派遣したが、イギリスはフランスの行動に激怒し、両国関係は英仏協商締結以来、最悪の状態となった。
鎮圧部隊に同行した共和国軍の野戦裁判所(Standgerichte)は家宅捜索と容疑者の逮捕を行ったが、その折に大量の死刑判決および執行が行われている。逮捕者の中には武装していた為にその場で射殺されたり、抵抗を試みて銃撃された者もいる。4月3日にはフリードリヒ・エーベルト大統領が野戦裁判所の解散を命じており、4月12日にはフォン・ヴァッター将軍より将兵に対して「違法行為」の禁止が下達されている。しかし12日以降も、多くの赤軍兵士が「脱走を試みた為に」射殺されている。
その後、英国軍によりノルトライン＝ヴェストファーレン州のベルギッシェス・ラントへの侵入がヴェルサイユ条約に違反する可能性がある旨の警告が行われ、共和国軍は進軍を中止した。一方でフランスはイギリスの撤兵要求に対して、ドイツが撤兵するまで占領を続けると回答し、共和国軍が撤兵した後の5月17日まで占領を続けた。